# Nova Acrópole Brasil
A Associação Organização Internacional Nova Acrópole do Brasil, mais conhecida simplesmente por Nova Acrópole Brasil é uma organização sem fins lucrativos, filiada a Organización Internacional Nueva Acrópolis (OINA).
A Nova Acrópole Brasil tem status consultivo especial junto ao Conselho Econômico e Social das Nações Unidas (ECOSOC), um dos braços da ONU.

## Projetos
A Nova Acrópole Brasil mantem o projeto 'Criança para o Bem', que acolhe 180 crianças e adolescentes no Paranoá, e é contemplado pelo Criança Esperança. Em 2022, esse projeto foi agraciado com o Prêmio Nacional de Incentivo ao Voluntariado da Casa Civil da Presidência da República.
Desde 2005, quando a Unesco instituiu o dia 17 de novembro como Dia Mundial da Filosofia, a Nova Acrópole do Brasil promove um evento nas proximidades desta data em comemoração a este dia.

### Canal no Youtube
O canal Nova Acrópole Brasil no Youtube foi criado em 9 de Novembro de 2008. Em 2022, o canal foi agraciado com a placa dourada por ter alcançado a marca de 1 mihão de inscritos.

#### Podcast "Filosofia como arte de viver"
O Podcast "Filosofia como arte de viver", que é produzido semanalmente por filósofos voluntários da Nova Acrópole Brasil e veiculado pelo canal da organização no Youtube, chegou a figurar em quarto lugar no ranking da Apple Podcasts na categoria Filosofia.

## Prêmios e Indicações
| Ano  | Prêmio                                                                                 | Categoria                                                                              | Trabalho Indicado                      | Resultado | Ref.   |
| ---- | -------------------------------------------------------------------------------------- | -------------------------------------------------------------------------------------- | -------------------------------------- | --------- | ------ |
| 2021 | Prêmio iBest!                                                                          | Cultura e Curiosidades (Voto Popular)                                                  | Podcast "Filosofia como arte de viver" | 7º Lugar  | [ 15 ] |
| 2021 | Prêmio iBest!                                                                          | Desenvolvimento Pessoal (Voto Popular)                                                 | Podcast "Filosofia como arte de viver" | 5º Lugar  | [ 16 ] |
| 2022 | Prêmio Nacional de Incentivo ao Voluntariado da Casa Civil da Presidência da República | Prêmio Nacional de Incentivo ao Voluntariado da Casa Civil da Presidência da República | Projeto "Criança para o Bem"           | Venceu    | [ 10 ] |